# Земляника мускусная
Земляни́ка му́скусная, или Земляни́ка муска́тная (лат. Fragária moscháta) — многолетнее травянистое растение, вид рода Земляника (Fragaria) семейства Розовые (Rosaceae). Встречается под многочисленными тривиальными и научными синонимами — Клубни́ка высо́кая, или Клубни́ка садо́вая, или Клубни́ка настоя́щая, или Земляни́ка высо́кая, или Клубни́ка европе́йская, или Земляни́ка шпанская, или Шпа́нка. Некоторые из приведённых названий являются ошибочными с ботанической точки зрения, так например, «клубника/земляника высокая» (лат. Fragaria elatior) в настоящее время полагается устаревшим синонимом подвида земляники лесной (Fragaria vesca subsp. vesca), но не мускусной.
Нередко в России называют клубникой (первоначальным русским названием) землянику зелёную, особенно в тех регионах и местностях, где она произрастает в диком виде.
Сейчас клубникой обычно называют другую ягоду — землянику садовую (ананасную), которая появилась в России только в XIX—XX веках и произошла от земляник виргинской и чилийской, а не от клубники садовой, клубники луговой, земляники лесной.

## Название

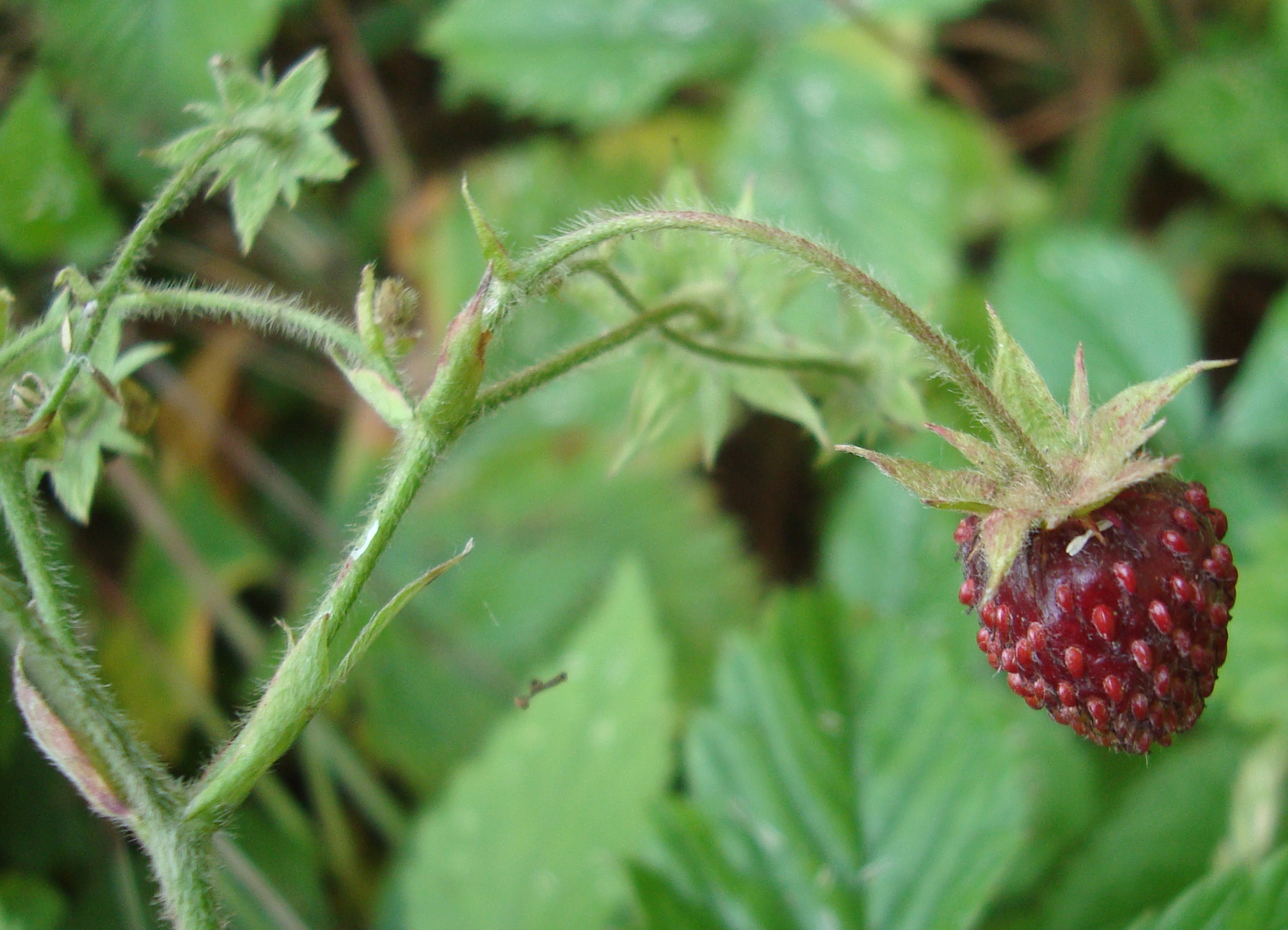
Плод клубники

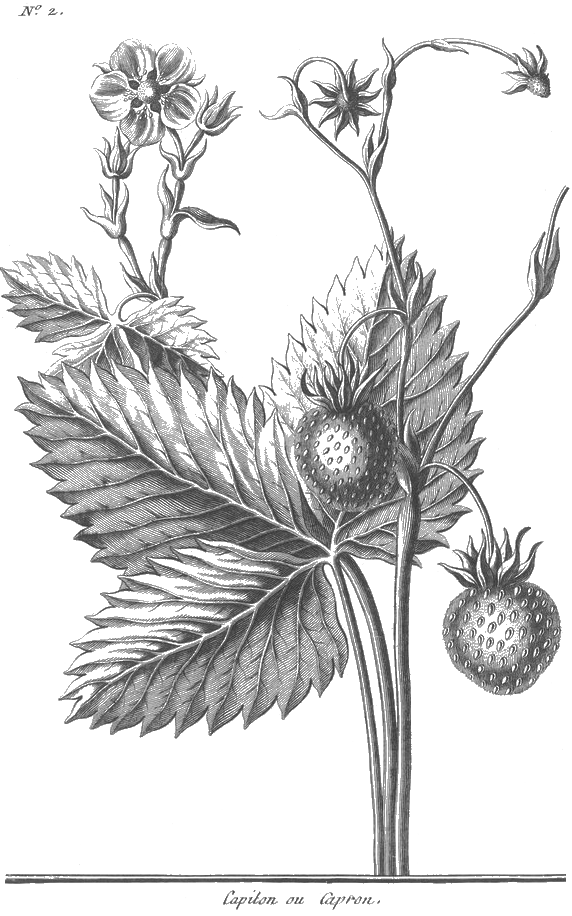
Fragaria moschata. Duch

Название «Клубника» происходит от славянского и старорусского слова «клуб», означающего «шаровидный, круглое тело», так как изначально клубникой на Руси и в России многие века называлась земляника зелёная, у которой ягоды шаровидной формы. Однако позже, в конце XIX века, садоводы стали называть клубникой вид Fragaria moschata, а после революции это русское название по отношению к этому виду стало встречаться в ботанической и энциклопедической литературе (так, в вышедшем в 1973 году 12-м томе 3-го издания Большой советской энциклопедии статья о Fragaria moschata называется именно «Клубника»). Другие русские названия Fragaria moschata — «Клубника европейская», «Земляника шпанская», «Шпанка» (растение, хотя и встречается в российских лесах, считалось иноземным).

«В русском языке XIX в. растение Fragaria vesca именовалось земляникой, а Fragaria moschata — клубникой. С широким распространением ягоды, которая в специальной литературе зовется земляникой садовой, полученной гибридизацией двух американских видов фрагарии, в Москве и Петербурге (где Fragaria moschata была почти неизвестна) её стали называть клубникой, в Поволжье же, изобилующем собственно клубникой (Fragaria viridis) — викторией, по имени одного из первых сортов земляники садовой».
Видовой эпитет moschata («мускусная», «мускатная») объясняется специфическим мускусным ароматом и привкусом.
Клубника садовая (Fragaria moschata Duchesne) на английском — «Musky strawberry», на французском — «Fraise capron».

## Ботаническое описание

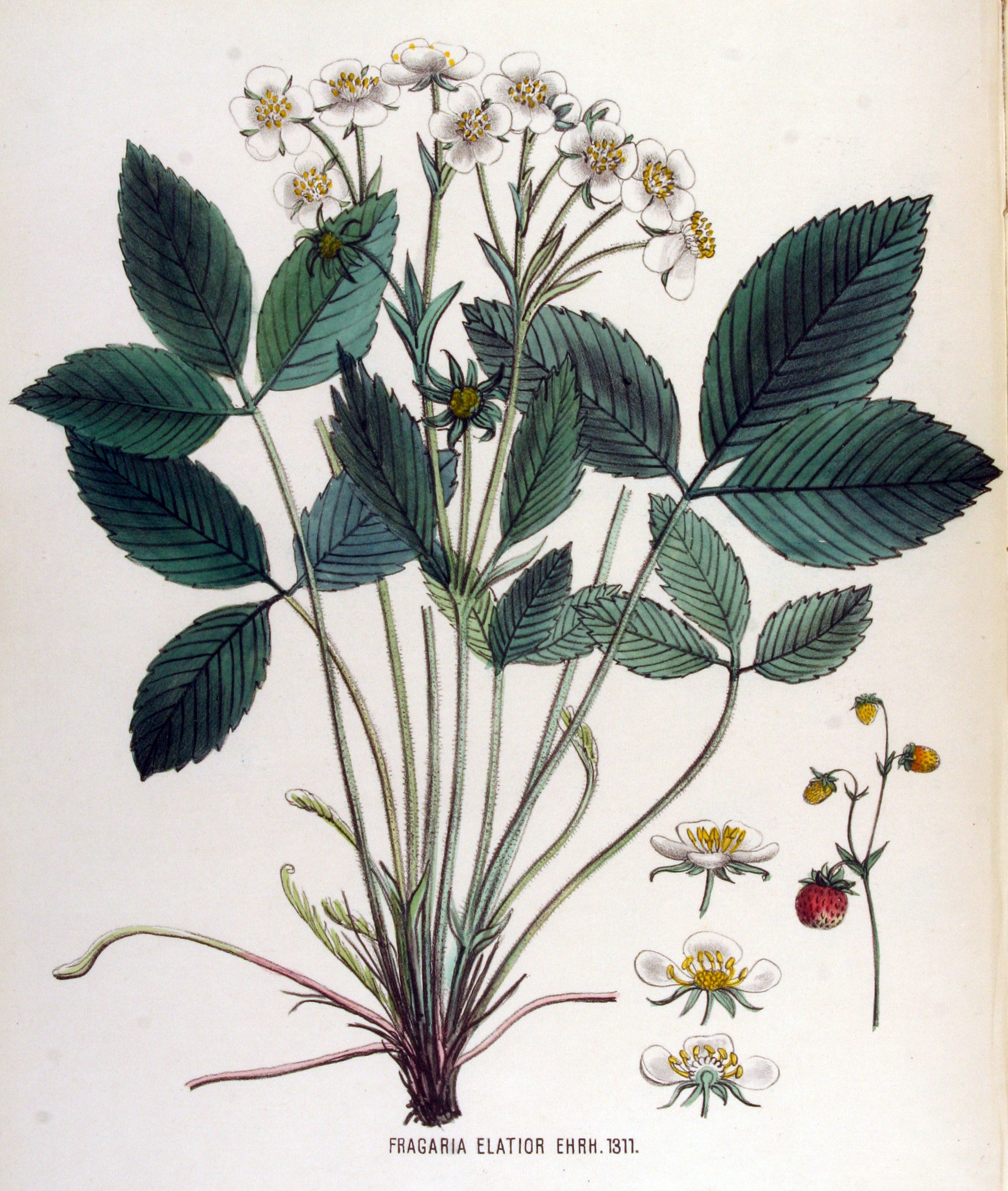
Клубника садовая (Земляника мускатная)

Многолетнее травянистое растение. Стебель прямостоячий, 15—40 см высотой, значительно длиннее собранных в розетку прикорневых листьев. Ползучие побеги («усы») часто отсутствуют. Стебель и черешки листьев покрыты густыми, горизонтально-оттопыренными простыми и железистыми волосками.
Листья тройчатосложные, крупные, листочки яйцевидно-ромбические на коротких черешочках, крупно- и широкозубчатые, сверху волосистые, снизу густо шелковисто-волосистые, сизовато-зелёные, с выступающими жилками.
Соцветие щитковидное из 5—12 цветков с короткими, густо оттопырено-волосистыми цветоножками, после отцветания значительно удлиняющимися.
Цветки крупные до 2,5 см в диаметре, обычно однополые, часто двудомные. Чашелистики при плодах отстоящие; наружные — линейно-ланцетные, короче внутренних, ланцетных. Тычинки мужских цветков длиной до 15 мм, многочисленные.
Плоды мелкие (3—5 г), с сильным специфическим ароматом мёда, мускуса и вина, яйцевидные или шаровидные, при основании суженные в свободную от плодиков (орешков) шейку, белые, зеленовато-белые и лишь с одного боку краснеющие, розоватые или реже красные, трудно отделяющиеся от цветоложа. Орешки голые, погруженные. То, что обычно называют «ягодой» земляники — сочные ярко-красные (реже с розоватым оттенком) конические «плоды», обладающие сладким вкусом и характерным ароматом, — в действительности является разросшимся цветоложем, на поверхности которого находятся многочисленные мелкие настоящие плоды — орешки. Не хранятся и плохо переносят перевозку.
Насекомоопыляемое. Орнито- и зоохор. Цветёт в мае, плодоносит в июле.
Хромосомное число: 2n = 42.

## Распространение и среда обитания
Распространена в Европе, кроме крайнего севера и юга. В России встречается в лесной зоне европейской части.
Клубника довольно зимостойка, но продолжительные морозы без снега вызывают гибель растений, незасухоустойчива, лучше растёт и плодоносит при небольшом затенении.

## Химический состав
Плоды содержат сахара (6—9,5 %), лимонную, яблочную, хинную, салициловую, фосфорную кислоты, при созревании появляется янтарная, следы шикимовой и гликолевой кислот; витамин C, пектиновые вещества, антоцианы, каротин, эфирное масло, следы витамина В; флавоноиды — кверцетин, кверцитрин.
Калорийность клубники составляет 36,9 ккал на 100 г, что делает её диетическим продуктом.

## Хозяйственное значение и использование

### В садоводстве

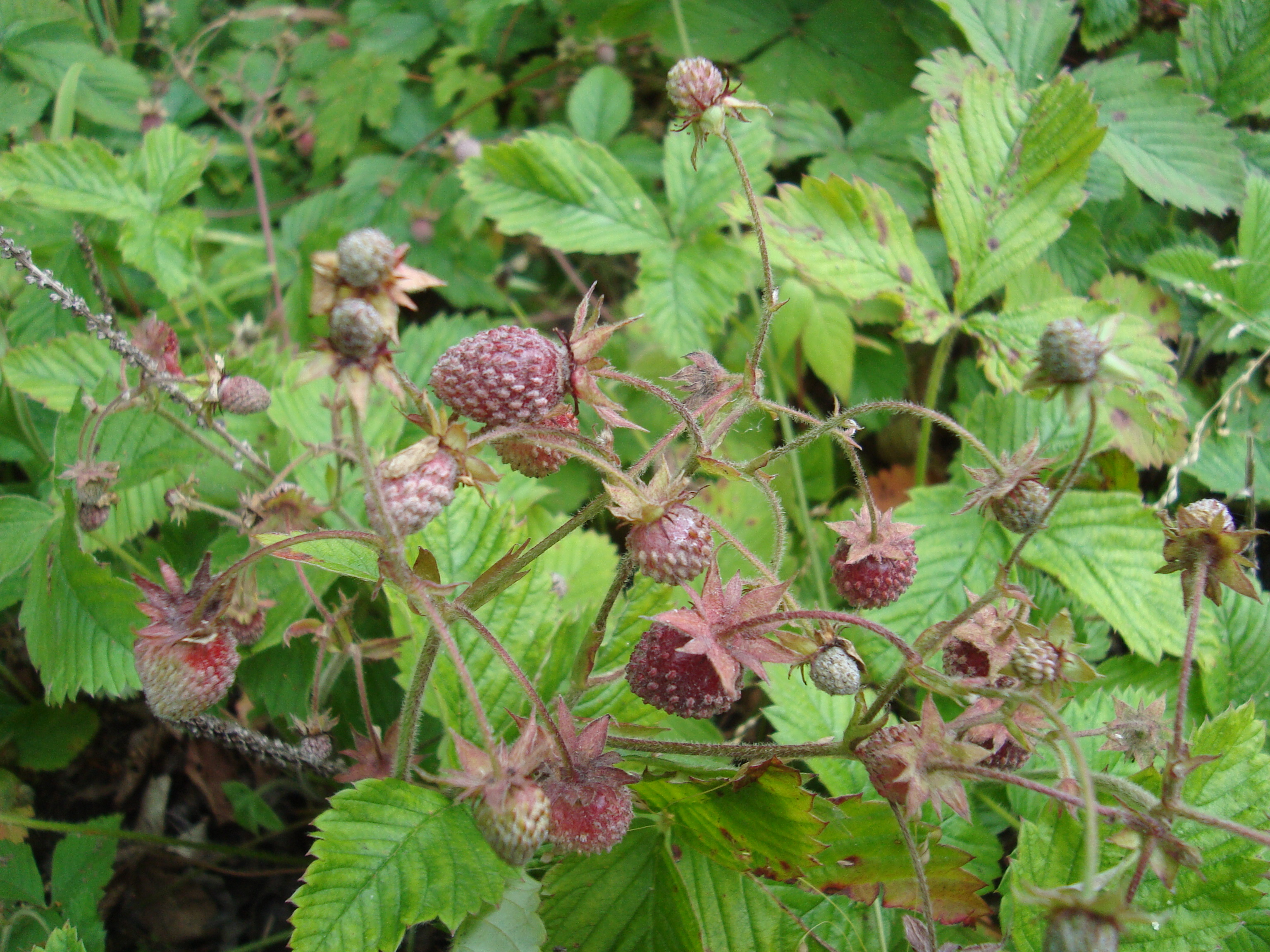
Клубника (Земляника мускатная)

В силу эволюционных изменений, в частности, с усилением комплекса зимостойкости, земляника мускатная не могла не заинтересовать земледельца с точки зрения введения её в культуру, где она известна с XV века (в России — с XVII века). Известны сорта: Шпанка (растения двудомные) и Миланская (однодомная с обоеполыми цветками). Землянику мускатную повсеместно возделывали в Центральной Европе и России до тех пор, пока ей на смену не пришли сорта земляники садовой (Fragária × ananássa Duch.). По урожайности намного уступает землянике садовой. Требовательна к влаге, теневынослива. Агротехника совпадает с агротехникой садовой земляники. Но культивирование клубники несколько сложно по причине её двудомности. При посадке обязательно обеспечить плантацию 20 % растений с мужскими цветками.
В свежем виде плоды применяются в пищу, в кондитерском производстве — для вин и ликёров. Клубника — богатый источник витамина С. Клубника применяется в косметике. В народной медицине настои плодов и листьев используют как диуретическое и потогонное средство, при простудных заболеваниях и анемии.
В России распространены в культуре только два сорта: «Шпанская» (цветы однополые) и «Миланская» (цветы двуполые), при агротехнике требуется регулирование женских и мужских растений в соотношении 4 : 1. Также выведены гибриды с земляникой ананасной — земклуники. Распространённым заболеванием растений в культуре является Серая гниль.

## Интересные факты
- При переводах с других языков названий следует учитывать, что Земляника садовая (Fragaria ananassa Duchesne) на английском «Strawberry», на французском — «Fraise»; Клубника (садовая) (Fragaria moschata Duchesne) на английском — «Musky strawberry», на французском — «Fraise capron»; Земляника лесная (Fragaria vesca Linnaeus) на английском — «Wild strawberry» или «Alpine strawberry» (Земляника альпийская), на французском — «Fraise des bois»[25].

## Происхождение
Учёные выводят своеобразную родословную клубники от земляники лесной с образованием вида с удвоенным набором хромосом — земляники восточной (Fragaria orientalis), которая, в свою очередь, путём повторного скрещивания с земляникой лесной эволюционировала в гексаплоидный вид — землянику мускусную. Такой путь развития расценивается как элемент повышения адаптационного потенциала вида к внезапно изменившимся условиям среды обитания, что позволило вновь возникшему виду, клубнике, расселиться в послеледниковый период по всей Европе. Археологические раскопки свидетельствуют, что земляника мускусная была в европейских лесах ещё во времена неолита. Скорее всего, она была известна как лакомство уже в эпоху античности. Этот факт можно подкрепить упоминаниями в египетских и греческих письменных источниках. Вергилий говорит об этом растении как о спасительнице невнимательных молодых людей, которые только благодаря этой ягоде могли заметить в траве змею. В XV веке первые растения этого вида перекочевали из Пиренеев в Прованс, а позже и в Лангедок. Дальше клубника быстрыми темпами завоевала всю Европу.

## Классификация

### Таксономия
- Fragaria moschata Duchesne ex Weston, 1771, Bot. Univ. 2: 327

Вид Земляника мускусная относится к роду Земляника (Fragaria) и включается в семейство Розовые (Rosaceae) порядка Розоцветные (Rosales), последовательно входящего в более крупные клады Фабиды → Розиды → Суперрозиды → Эвдикоты → Цветковые растения. Таксономическая схема в соответствии с Системой APG IV по состоянию на июнь 2024 года:
|  |                          |  |                                   |                                   |                   |  | еще 8 семейств | еще 8 семейств |                         |  |                         |  | еще 27 подтвержденных видов и 64 вида, ожидающих подтверждения | еще 27 подтвержденных видов и 64 вида, ожидающих подтверждения |  |
|  |                          |  |                                   |                                   |                   |  | еще 8 семейств | еще 8 семейств |                         |  |                         |  | еще 27 подтвержденных видов и 64 вида, ожидающих подтверждения | еще 27 подтвержденных видов и 64 вида, ожидающих подтверждения |  |
|  |                          |  |                                   | порядок Розоцветные               |                   |  |                |                | род Земляника           |  |                         |  |                                                                |                                                                |  |
|  |                          |  |                                   | порядок Розоцветные               |                   |  |                |                | род Земляника           |  | 2 внутривидовых таксона |  |                                                                |                                                                |  |
|  | клада Цветковые растения |  |                                   |                                   | семейство Розовые |  |                |                | вид Земляника мускусная |  |                         |  |                                                                |                                                                |  |
|  | клада Цветковые растения |  |                                   |                                   |                   |  |                |                |                         |  |                         |  |                                                                |                                                                |  |
|  |                          |  | ещё 63 порядка цветковых растений | ещё 63 порядка цветковых растений |                   |  |                | еще 116 родов  | еще 116 родов           |  |                         |  |                                                                |                                                                |  |
|  |                          |  |                                   | ещё 63 порядка цветковых растений |                   |  |                |                | еще 116 родов           |  |                         |  |                                                                |                                                                |  |